# Marcela Carvajal
Marcela Carvajal (Bogotá, 28 de junho de 1969) é uma atriz e diretora de televisão colombiana.

## Filmografia

### Televisão
- El laberinto de Alicia (2014) - Alicia Vega
- ¿Dónde Carajos esta Umaña? (2012) - Ángela Adriana Pizarro Nieto de Umaña
- Lynch (2012) - Ángela Fernández De Triana
- Secretos de familia (2010) - Claudia San Miguel
- Hasta que la plata nos separe (2006) - Alejandra Maldonado
- Decisiones (2006) - Sandra
- Dora, la celadora (2004) - Ximena Urdaneta
- La venganza (2002) - Raquel Rangel de Valerugo
- Pecados capitales (2002) - Fabiana Salinas
- El informante en el país de las mercancías (2001) - Alejandra León
- ¿Por qué diablos? (1998) - Marcela Carvajal
- Yo amo a Paquita Gallego (1997) - Soledad Gallego
- La sombra del deseo (1996) - Nina Soler
- De pies a cabeza (1993) - Lucía de Rey
- María María (1993)
- En cuerpo ajeno (1992)

### Cinema
- Mi Gente Linda-Mi Gente Bella (2012)
- Locos (2011) - Carolina
- La Pocima (2008) - Andrea Rodriguez Herrera
- Buscando a Miguel (2007) - Mónica
- Dios los junta y ellos se separan (2006) - Rosalba
- Diástole y Sístole: los movimientos del corazón (2000)